# 孔错
孔错（藏語：ཁུག་མཚོ།，威利转写：khug mtsho，THL：Khuk Tso）位于中国西藏自治区那曲市申扎县境内，地处申扎县西部，申扎杰岗山西北麓。湖面海拔4882米，面积11.7平方公里。湖区年均气温0℃，年降水量200～300毫米左右。湖水主要靠地下径流补给，集水区面积70.3平方公里。